# 若政所
若政所（わかまんどころ、? - 慶長6年8月20日（1601年9月16日））は、安土桃山時代の女性。夫は豊臣秀次。父は池田恒興。母は不明。兄弟に池田輝政など。
実名は不明。別名、若御前。法名は致祥院殿栄岳利盛。官位は正二位だったとする記録がある。

## 概要
一般的に若政所とは、父が摂政・関白職かつ自身も同様の公卿の正室に使用される称号である。
ここでは、豊臣秀次の正室であった池田恒興の娘について記す。

## 生涯
本能寺の変の後、父・池田恒興は羽柴秀吉に対し次男の池田輝政を秀吉の養子にし、娘（若政所）を三好信吉（のちの豊臣秀次）に嫁がせることを約束した。
若政所が秀次に嫁いだとき、御輿副を池田家臣の香西又市が務めたという。秀次との間に子供は確認されていない。
文禄2年（1593年）12月16日に、秀吉から秀次、秀次の母・日秀尼と若政所に高麗の鱈が送られている。
文禄3年（1594年）、秀次の娘である八百姫（豊臣秀頼の許嫁だったとされる）の平癒祈祷のため、書状を送ったりしている様子がみられる。
没年の表記はないものの八百姫の命日を7月13日とする史料があり、秀次の切腹事件以前に死亡したのではないかと推測されている。
若政所も秀次事件以前に死亡したとする史料もあるが、助命され実家に返されたとする史料の成立の方が早いため、そちらが信憑性が高いものと思われる。
秀次のもう1人の妻である一の台が聚楽第にあった関白家の金銭を実家の菊亭家に移し、更に書状を燃やしたことが秀次謀反の決定的証拠とされたとする説があり、その説において若政所は事件の舞台と認定された聚楽第に居住していなかったために処刑を免れたと解釈されている。
慶長6年（1601年）8月20日に亡くなった。